# 歐內斯特·埃布拉德
欧内斯特·埃布拉德（法語：Ernest Hébrard，1875年9月4日—1933年3月1日），法國建築師、都市計劃師。1892年進入法國美術學院，畢業於1899年，並前往美國旅行。在美國旅行期間，他協助一位美國建築師贏得紐約海關大樓的競圖，之後又回到法國贏得到他人生中的重要大獎：什瓦納大獎（1903）、羅馬大獎（1904），因羅馬大獎前往義大利的美第奇別墅，在此期間，參與了聖索菲亞大教堂以及戴克里先宮（5世紀，克羅埃西亞）的測繪。
其生平重要的工作項目與成就為「世界中心（World Center）的建立」（1913年發表）、「希臘塞薩洛尼基的都市計劃」（1918~1921）、「法屬印度支那的都市計劃」（1921~1926）。
埃布拉德除了是建築師，其成就更在都市計劃方面，可能是第一個都市計畫建築師（architecte-urbaniste） ，他尊重古老的文化遺產，並試圖融合於新的都市計畫中。

## 建築作品
- 越南巴斯德研究院
- 印度支那大學（今：河內藥學大學）
- 印度支那遠東學院博物館（今：越南國家歷史博物館）
- 印度支那財務局（今：越南外交部）

## 註腳
1. ↑  WANG Wei-Chou,‘ A French vision on Indochina– Ernest Michel Hébrard and his devotion in Indochina’s city planning’, in International Conference on East Asian Architectural Culture, Tainan, April 2009, pp.531.